# Trésor de la cathédrale de Liège
Le Trésor de la cathédrale de Liège présente dans dix salles d'exposition thématique un parcours à travers l'art et l'histoire de l'ancienne principauté de Liège.
On peut notamment y découvrir des orfèvreries (buste-reliquaire de saint Lambert, reliquaire de Charles le Téméraire, et de la sainte Croix, des ivoires byzantins et mosans (Ivoire des Trois Résurrections), des manuscrits, des sculptures, ainsi qu'une collection de textiles de haute époque (les deux suaires de saint Lambert, VIIIe siècle et XIe siècle) et des ornements liturgiques.
Le trésor de la cathédrale est géré par l'a.s.b.l. Trésor Saint-Lambert créée en 1992. Elle est présidée par l'évêque de Liège et le doyen du chapitre cathédral avec pour objectif de rassembler des énergies d'horizons divers dans le but de favoriser la préservation du patrimoine artistique de premier plan.
La plus grande partie du trésor provient de l'ancienne cathédrale Notre-Dame-et-Saint-Lambert de Liège détruite en 1794 lors de la révolution liégeoise.

## Les dix salles du Trésor

### Salle du Prince-Évêque
Cette salle est équipée d'une borne quadrilingue, ainsi que d'une carte et d'une vue ancienne de Liège (vers 1650) à visée pédagogique.
À gauche en entrant se trouvent les œuvres majeures de l'ancienne cathédrale Saint-Lambert : icône de la Vierge de Saint-Luc, ivoires byzantin et mosan (Ivoire des Trois Résurrections), orfèvrerie médiévale.
À droite, se trouve un vaste podium d'orfèvrerie aux poinçons de Liège : une septantaine de pièces conservées, dont la plus grande statue en argent d'une Vierge à l'Enfant, la Vierge dite des Avocats, et quelques œuvres de Henri Flémal, orfèvre liégeois, frère du peintre Bertholet Flémal évoqué au second étage dans la salle de l'Écolâtre.

### Salle du Grand Prévôt
Cette salle offre une évocation du palais des princes-évêques accompagnée d'un audio-visuel de documentation sur le bâtiment.
Au centre est exposée la clé-reliquaire de Saint-Hubert, œuvre en laiton fondu (XIIe et XIIIe siècles) contenant une limaille réputée provenir des liens de saint Pierre.
Dans la cave-crypte, se trouve le cercueil en plomb du prince-évêque Érard de la Marck (1505-1538).
Dans une vitrine, à côté d'un reliquaire de Saint-Hubert se trouve un hanap en argent (XVe siècle).

### Salle du Doyen
Salle consacrée à l'évocation de l'ancienne cathédrale Notre-Dame-et-Saint-Lambert détruite à la Révolution à travers une sélection de gravures issues du fonds de l'ancienne abbaye du Val-Dieu conservé au Trésor.
En appui à cette collection, un audiovisuel de reconstitution 3D de cette ancienne cathédrale est proposé au public.
Face à cette série de gravures se trouve un tableau en pied de l'évêque suffragant Charles-Antoine de Grady (1762-1767), attribuable au peintre malmédien Louis-Félix Rhénasteine.

### Salle du Chantre
Sélection de pièces d'orfèvrerie (XVIIe – XIXe siècle) provenant des églises paroissiales actuelles de Liège : Saint-Denis (ancienne collégiale), Saint-Christophe, Sainte-Catherine, etc.
En parallèle, une animation audiovisuelle évoque les anciennes collégiales de Liège : Saint-Pierre, Saint-Martin, Saint-Paul, Saint-Denis, Sainte-Croix, Saint-Jean, Saint-Barthélemy et, à partir de 1785, Saint-Jacques (précédemment abbaye bénédictine).

### Salle des Archidiacres

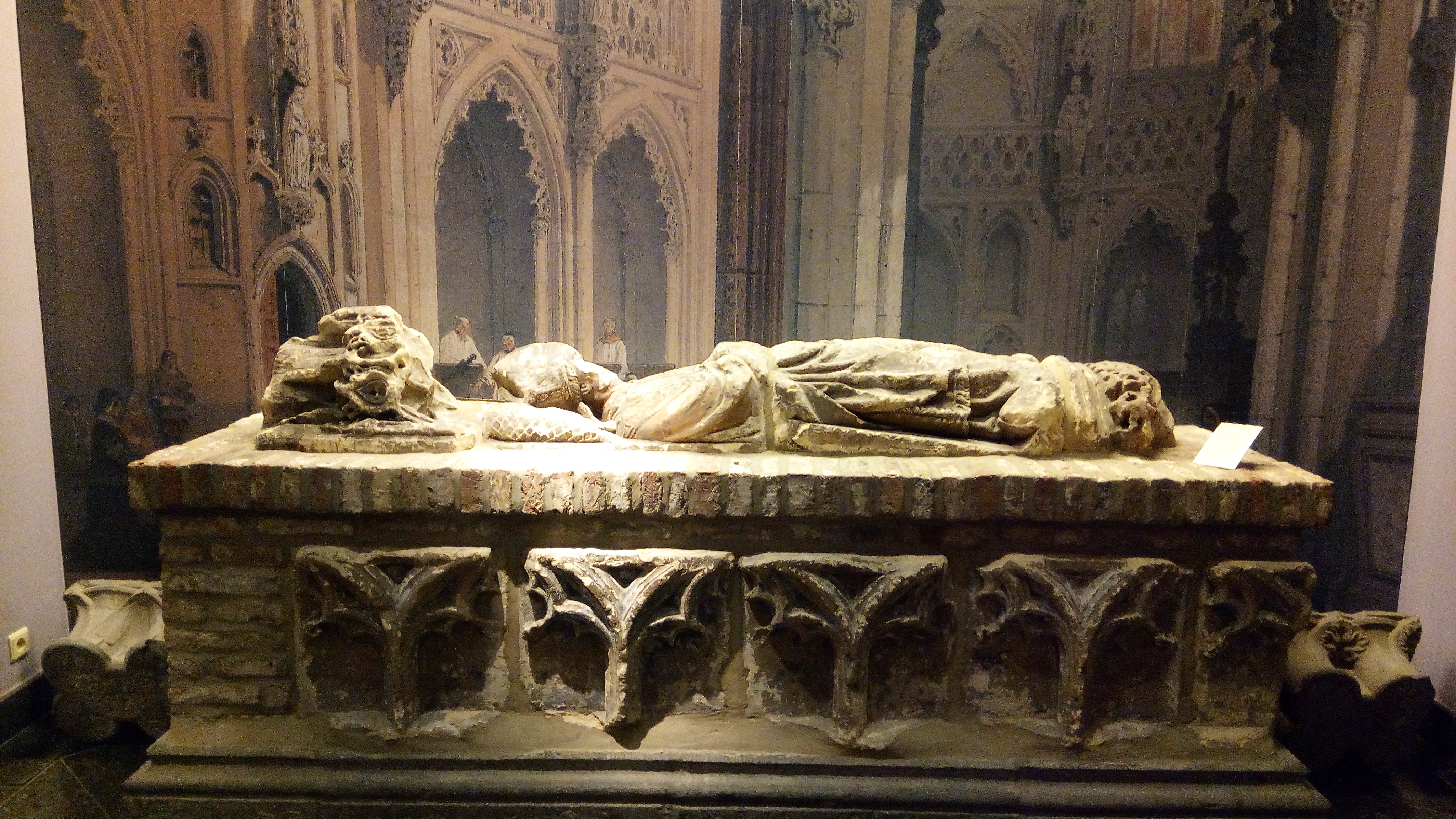
Tombeau de l'évêque Jean

Reconstitution du tombeau (XVIe siècle) d'un évêque italien émigré à Liège vers l'an mil (Tombeau de l'évêque Jean) et évocation de l'église Saint-Jacques, avec la présentation de quelques pièces d'orfèvrerie de son trésor.
Évocation des attributs épiscopaux des différents évêques de Liège des XIXe et XXe siècles (mitre, crosse, anneau épiscopal, croix pectorale, etc.) et de la personnalité de Charles d'Argenteau († 1879), archevêque in partibus de Tyr et doyen du chapitre cathédral, à travers quelques pièces d'orfèvrerie qu'il a fait réaliser durant sa longue carrière, dont son siège d'évêque en argent (faldistoire).
Triptyque (1599) de Jean Ramey avec, notamment, une Descente de Croix.

### Salle Léon Dewez (Salle d'expositions temporaires)
Cette salle, qui tire son nom de l'ancien Directeur du Musée diocésain, Léon Dewez († 1996), sert de salle d'expositions temporaires.
Lorsqu'il n'y a pas d'exposition temporaire, cette salle présente une sélection de gravures provenant du fonds de l'ancienne abbaye du Val-Dieu, dont quelques volumes de gravures réalisés par le moine encyclopédiste Servais Duriau († 1775).

### Salle Charles le Téméraire
Cette salle est consacrée à une œuvre d'envergure internationale : le reliquaire dit de Charles le Téméraire (vers 1467) en or, argent doré, émaux et cristal de roche
Dans cette salle est également présentée une autre œuvre majeure issue du trésor de l'ancienne cathédrale Notre-Dame-et-Saint-Lambert, le reliquaire de la Vraie Croix (vers 1420), en or, argent, émaux et cristal de roche.

### Salle de l'Écolâtre
Cette salle abrite le pôle muséal « Bertholet Flémal » : chef de file de la peinture liégeoise du XVIIe siècle et chanoine de Saint-Paul, à travers une sélection de quelques-unes de ses œuvres liégeoises.
En raison de son acoustique, cette salle sert également aux conférences et aux concerts.

### Salle du Coûtre
Cette salle présente une évocation de la route de la soie grâce à un audiovisuel.
En lien avec cela se trouve une présentation des principales pièces de la collection de textiles de haute époque (VIIe – XVe siècle), au sein de laquelle se trouvent deux suaires de saint Lambert.
La pièce maîtresse présentée dans cette salle est le buste-reliquaire de saint Lambert, chef-d'œuvre d'orfèvrerie, vers 1512.
Enfin, cette aile renferme une sélection de quelques vêtements liturgiques (XVIIIe – XIXe siècle) installés à proximité de l'âme en bois de l'ancienne châsse de saint Lambert (XVe siècle ?) et de celle de sainte Madelberte (XVe siècle).

### Salle des Chanoines et chambre du chanoine van der Meulen
Au centre de la salle se trouve la chasuble de David de Bourgogne (troisième quart du XVe siècle ; orfrois et velours italiens), l'une des pièces maîtresses de la collection de vêtements liturgiques dont les réserves climatisées sont installées dans la partie haute de la salle (non accessible au public).
En parallèle, une découverte de l'évolution des Christs en Croix entre le XIIIe et XVIe siècles et de quelques autres statues provenant du diocèse. Derrière cette collection se trouve la « chambre du chanoine van der Meulen », commanditaire de la Vierge au Papillon, plus ancienne peinture conservée à Liège (vers 1459). Cet espace est également orné d'une Messe de saint Grégoire (école allemande, début du XVIe siècle) et du coffre à archives (XIVe siècle ?) de l'ancienne collégiale Saint-Paul.

## Évolution du musée
Après une première rénovation en 2008, le musée est à nouveau en travaux pour s'agrandir. La nouvelle scénographie voit le jour en 2016,.

## Expositions temporaires
- 1998 : Cloches et carillons dans les principautés de Liège et de Stavelot-Malmedy, Trésor-Ville de Malmedy
- 2000 : Liège. Autour de l’an mille, la naissance d’une principauté, Trésor-Université de Liège
- 2004 : Une cathédrale aux couleurs de la France. Tapisseries d’Anjou, Trésor-Département de Maine-et-Loire
- 2008 : Nostre Dame. Les plus belles statues de la Vierge dans le diocèse de Liège, Trésor
- 2011 : Au temps du Roi-Soleil, Trésor-Département de Maine-et-Loire
- 2012 : Vanitas… Trois petits crânes et puis s’en vont, Trésor
- 2014-2015 : La conservation-restauration des tableaux issus des collections de la cathédrale de Liège, Trésor-Institut Saint-Luc à Liège
- 2016 : Michel Gaudillère. Abstraction… émotion, Trésor
- 2016-2017 :  La restauration d’œuvres d’art au Trésor, Trésor-Institut Saint-Luc à Liège
- 2019 : Liège, un soir, une nuit... (Exposition de photographies de Thierry Lechanteur)[11]
- 2019-2020 : Trésors de procédure. Les archives restaurées du Tribunal de la Chambre impériale (1495-1806), Trésor-Archives générales du Royaume[12]
- 2021 : Robert Crommelynck. Femmes. spiritualité[13]
- 2021-2022 : Parures de Fête à Liège. Splendeurs des tapisseries de Saumur[14]
- 2022 : Ernest Stroobants. Sculpteur portraitiste[15]
- 2022-2023 : Pierres précieuses, gemmes et matériaux d’exception.Histoire et techniques[16]
- 2023 : Le prieuré de Beaufays. 900 ans d’Art & d’Histoire[17]
- 2024 : Quaestus – Les acquisitions d’œuvres d’art au Trésor de Liège[18]
- 2025 : Bertholet Flémal (1614-1675). Un tiers de l’œuvre peint du Raphaël des Pays-Bas au Trésor de Liège. Une confrontation interne[19]
- 2025 : Englobés. Une collection de presse-papiers en verre et en cristal pour conter leur histoire[20]

## Participation à des expositions
- 2000-2001 : Marie de Bourgogne, Beaune, Ville et Hospices de Beaune (France)
- 2004 : Kein Krieg ist heilig. Die Kreuzzüge, Mainz (Allemagne)
- 2004 : Byzantium. Faith and Power, New York, MET (États-Unis)
- 2004-2005 : Gratia Dei. Les Chemins du Moyen Âge, Québec (Canada), Grand Rapids (États-Unis), Münster (Allemagne), Liège (Belgique)
- 2005 : Krone und Scheller. Kunst aus Mittelalterlichen Frauenklöstern, Essen (Allemagne)
- 2006 : Canossa, 1077. Die Erschütterung der Welt, Paderborn (Allemagne)
- 2007 : Le patrimoine wallon en estampes, Malmedy (Belgique)
- 2007 : Dieux. Modes d’emploi, Bruxelles (Belgique)
- 2007 : La Toison d’Or, Valence (Espagne)
- 2007 : Le grand atelier (Europalia), Bruxelles (Belgique)
- 2007-2008 : Soieries de Versailles. Collections du Trésor de la cathédrale de Liège, Malmedy (Belgique)
- 2007-2008 : Rome et les Barbares, Venise, Palazzo Grassi (Italie)
- 2008-2010 : Charles le Téméraire. Splendeurs de la cour de Bourgogne, Berne (Suisse), Bruges (Belgique), Vienne, Kunsthistorisches Museum (Autriche)
- 2011 : Dies solemnis. Le grand sacre d’Angers, Angers, Département de Maine-et-Loire (France)
- 2013-2014 : Châsses. Du Moyen Âge à nos jours, Liège, Archéoforum-Institut du Patrimoine wallon (Belgique)
- 2018-2019 : Hier, aujourd’hui, demain. Histoire d’une ville, Beaune, Ville et Hospices de Beaune (France)[21]
- 2018-2019 : Oliba, episcopus, Vic, Musée épiscopal (Espagne)[22]
- 2018-2019 : Splendeurs du christianisme. Art et dévotions, de Liège à Turin, Xe – XVIIIe siècle, Metz, Musée de la Cour d’or (France)
- 2019 : Chemins d’étoiles. Reliques et reliquaries au Moyen Âge, Saint-Antoine l’Abbaye, Département de l’Isère (France)[23]
- 2019 : Les bâtisseurs de cathédrale. Notre-Dame de Paris, Liège, Consulat de France (Belgique)
- 2019-2020 : L’art en broderie au Moyen Âge. Autour des collections du musée de Cluny, Paris, Musée de Cluny (France)
- 2019-2020 : Secrets botaniques à Liège,  Liège, Archéoforum-Institut du Patrimoine wallon (Belgique)
- 2020-2021 : Vert Désir, Namur, TréM.a. – Musée des Arts anciens de Namur (Belgique)
- 2021 : Art et Rite. Le pouvoir des objets, Louvain-la-Neuve, Musée L (Belgique)
- 2021 : Habiller le culte, TAMAT - Musée de la Tapisserie et des Arts Textiles, Tournai (Belgique).
- 2022 : Émaux médiévaux, Toul, Trésor de la cathédrale Saint-Étienne de Toul (France)
- 2022-2023 : Op Handen Gedragen. Van Oude Eyck naar Nieuwe Eik, Maaseik, Sint-Catharinakerk (Belgique)
- 2022-2023 : Face à face avec la Mort. Hugo van der Goes, un nouveau regard sur les anciens maîtres, Bruges, Museum Sint-Janshospitaal (Belgique)
- 2023 : Kommunion - Abendmahl - Nachtmahl, Limburg an der Lahn, Diözesanmuseum de Limburg an der Lahn (Allemagne)
- 2024 : Signé MD, Huy, Trésor de la collégiale de Huy (Belgique)
- 2024 : Anneaux épiscopaux, Toul, Trésor de la cathédrale Saint-Étienne de Toul (France)
- 2024-2025 : Reflets d’Orient au Moyen Âge. L’Égypte à la croisée des culture, Namur, TréM.a. – Musée des Arts anciens de Namur (Belgique)
- 2025 : Crosses épiscopales. Toul, Trésor de la cathédrale Saint-Étienne de Toul (France).

## Bien classés
Le Trésor compte huit biens classés au patrimoine mobilier de la Fédération Wallonie-Bruxelles. 
| Catégorie  | Sous-catégorie | Nom du bien | Datation                                                               | Illustration | BALaT | Date de classement (parution au Moniteur belge) |
| ---------- | -------------- | --- | ---------------------------------------------------------------------- | ------------ | ----- | ----------------------------------------------- |
| Beaux-Arts | Sculpture      | Ivoire des trois Résurrections                                                                                   |                                                                        |              | 12    | 14/05/2012 (11/07/2012)                         |
| Beaux-Arts | Orfèvrerie     | Reliquaire de Charles le Téméraire dans sa totalité y compris son coussin original, Gérard Loyet                 | c. 1467-1471                                                           |              | 14    | 26/03/2010 (28/09/2010)                         |
| Beaux-Arts | Orfèvrerie     | Buste-reliquaire de saint Lambert dans sa totalité y compris la crosse et la poignée d'épis, Hans von Reutlingen | c. 1508                                                                |              | 15    | 26/03/2010 (28/09/2010)                         |
| Beaux-Arts | Orfèvrerie     | La Vierge des Avocats                                                                                            | 1666                                                                   |              | 16    | 23/11/2010 (08/02/2011)                         |
| Beaux-Arts | Orfèvrerie     | Tableau-reliquaire de la Vraie Croix                                                                             | c. 1410-1420 – 10 juillet 1483 au plus tard                            |              | 29    | 14/05/2012 (11/07/2012)                         |
| Beaux-Arts | Orfèvrerie     | Clé-reliquaire de Saint-Hubert                                                                                   | XIIe et XIIIe siècles                                                  |              | 31    | 16/06/2012 (07/09/2012)                         |
| Beaux-Arts | Textile        | Chasuble et l'étole de David de Bourgogne                                                                        | 3e quart du XVe siècle                                                 |              | 1     | 01/09/2011 (24/10/2011)                         |
| Beaux-Arts | Textile        | Premier suaire et second suaire de saint Lambert                                                                 | 701-800 pour le premier; 950-1030 (datation carbone 14) pour le second |              | 44bis | 23/04/2021                                      |

## Les Conférences du Trésor
Depuis le mois de mai 2008, et en parallèle à diverses autres activités scientifiques, le Trésor de Liège organise des conférences principalement centrées sur l'histoire de Liège et les collections du Trésor.

## Les Concerts du Trésor
En 2010, le Trésor de Liège a lancé une série de concerts de musique classique :

## Produits touristiques
Outre ses activités scientifiques et culturelles, le Trésor de Liège a développé une gamme de produits touristiques à destination de ses visiteurs : la Papillon (Bière) réalisée par la Brasserie de la Croix ; l'Enfer est un pékèt artisanal créé pour le Trésor de Liège conçu à base d’ingrédients naturels ; un crémant de Bourgogne cuvée « Charles le Téméraire » créé en vue de l'inauguration de l'exposition « Michel Gaudillère. Abstraction… émotion » en 2016 ; des vins d'Alsace Pierre Birghan.